# ビクスビ鉱
ビクスビ鉱(Bixbyite)は、マンガン鉄酸化鉱物で、化学式は(Mn,Fe)2O3である。マンガン/鉄比は非常に様々で、鉄をほぼ含まないものも多く存在する（端成分としては酸化マンガン(III)となる）。このため、2021年からは卓越する元素（マンガン・鉄）のサフィックスを付けることが決定され、Bixbyite-(Mn)とBixbyite-(Fe)に分けられることとなった。
金属質の暗黒色で、モース硬度は6.0 - 6.5である。やや希少な鉱物で、立方体、八面体、十二面体の自形の等軸晶を形成するため、収集家に求められている。
気成鉱床、熱水鉱脈や変成岩中で、緑柱石、石英、満礬柘榴石、赤鉄鉱、擬板チタン石、ハウスマン鉱、ブラウン鉱、トパーズ等と共生する。また流紋岩の岩泡中でも見られる。代表的な産出地は、インドのジャブア地区やチンドワラ地区、ユタ州ジューアブ郡のトーマス・レンジ等である。メキシコのサン・ルイス・ポトシ州、アルゼンチンのパタゴニア北部、スペインのジローナ、スウェーデン、ドイツ、ナミビア、ジンバブエ、南アフリカ共和国等でも報告がある。
1897年にトーマス・レンジで発見された時の責任者であったアメリカ合衆国の鉱物学者メイナード・ビクスビーに因んで命名された。レッドベリルの別名であるビクスバイト(bixbite)と名前がよく似ており（これもビクスビーがトーマス・レンジで発見したため命名された）、混同を避けるため、世界貴金属宝飾品連盟及び国際鉱物学連合は、ビクスバイトの名を非推奨とした。